# Suita
Suita (japanska: 吹田市?, Suita-shi) är en stad i Osaka prefektur i Japan. Staden fick stadsrättigheter 1940 och 
har sedan 2001
status som speciell stad (japanska: 特例市?, Tokureishi) enligt lagen om lokalt självstyre.
Staden ligger strax norr om Osaka.

## Lärosäten
- Kansai universitet
- Osaka universitet

## Sport
Fotbollslaget Gamba Osaka är från Suita.